# شهرستان شبستر
شهرستان شَبـِستَر از شهرستان‌های استان آذربایجان شرقی در ایران است. مرکز این شهرستان شهر شبستر است.
شهرستان شبستر در غرب آذربایجان شرقی با وسعت ۲۷۵۰ کیلومتر مربع قرار گرفته و در بین شهرستان‌های مرند، تبریز، ورزقان، اسکو، خوی، سلماس و دریاچه ارومیه قرار گرفته‌است. شهرستان شبستر از شهرستان‌های واقع در جادهٔ ترانزیت تبریز – ارومیه بوده و در مسیر خط آهن ایران - ترکیه واقع شده‌است.
کوه میشوداغی با جهت شرقی–غربی با طول بیش از یکصد کیلومتر و عرض سی کیلومتر مانند دیواری سرتاسر شمال منطقه را می‌پوشاند و این شهرستان را از شهرستان مرند و خوی جدا می‌کند. این کوه‌ها در امتداد کوه‌های ارسباران قرار گرفته و بلندترین قله آن علی علمدار می‌باشد.
شبستر، شهرستانی دانشگاهی است که به‌رغم جمعیت اندک مرکز آن، دانشجوی بسیاری در خود جا داده‌است. دانشگاه آزاد اسلامی دارای چهار واحد در شهرهای آن است دانشگاه آزاد اسلامی واحد شبستر، دانشگاه آزاد اسلامی واحد صوفیان، دانشگاه آزاد اسلامی واحد خامنه، دانشگاه آزاد اسلامی واحد تسوج، دانشگاه پیام نور مرکز شبستر و دانشگاه پیام نور واحد بنیس و دانشگاه جامع علمی کاربردی شبستر از دانشگاه‌های این شهرستان است.
جمعیت این شهرستان طبق سرشماری سال ۹۵ نفوس و مسکن ۱۳۵٬۴۲۱ نفر بوده‌است
بندر شرفخانه، دریاچه ارومیه، و کوه‌های میشو داغی با آبشار سرکندیزج، از مظاهر طبیعی این شهرستان هستند.
از لحاظ کشاورزی، تولید هلو و صیفی جات و آلبالو و گردو و بادام گندم در شندآباد گندم و انگور در صوفیان، پیاز در زیناب و نظرلو، آلبالو در تسوج و سیب ایوند معروف است.
کارخانجات سیمان صوفیان، کوره‌های آجرپزی وایقان، کارخانه نساجی خامنه، کارخانه‌های ماکارونی وارد سازی، شهرک سرمایه‌گذاری خارجی و شهرک مصالح ساختمانی از مشخصه‌های صنعتی این شهرستان هستند.
شهر فرهنگی، تاریخی خامنه و درختان چنار کهنسال آن و همچنین شهر کوزه‌کنان به ساخت سفالینه شهرت دارد و محصولات سفالین آن به اکثر نقاط کشور صادر می‌شود و شهر شندآباد که به قطب هلوی کشور شهرت دارد و بیش از صد نوع هلو دارد.

## تقسیمات کشوری
- مرکز شهرستان: شبستر
- بخش مرکزی شهرستان شبستر
  - مرکز بخش: شبستر
  - دهستان سیس
  - دهستان گونی شرقی
  - دهستان گونی مرکزی

شهرها: بندر شرفخانه، خامنه، دریان، سیس، شبستر، شندآباد، علیشاه، کوزه‌کنان، وایقان، صوفیان، تسوج
- بخش صوفیان
  - مرکز بخش: صوفیان
  - دهستان چله خانه
  - دهستان رودقات
  - دهستان میشو جنوبی

شهرها: صوفیان
- بخش تسوج
  - مرکز بخش: تسوج
  - دهستان چهرگان
  - دهستان گونی غربی

شهرها: تسوج

## تاریخ و فرهنگ
شبستر زادگاه شاعران و عارفان بسیاری نظیر شیخ محمود شبستری، شیخ محمد خیابانی و میرزا علی معجز شبستری است. شیخ محمود شبستری، متوفی به سال ۷۲۰ هجری قمری، در آن شهر مدفون است و امیر تیمور به سال۷۷۸ ه‍.ق بعد از تسخیر تبریز به زیارت قبر او رفته‌است. میرزا علی معجز شبستری، معروف به معجز شبستری، در سال ۱۲۵۲ هجری شمسی در شبستر که در آن زمان قصبه‌ای کوچک بود، متولد شد. وی فرزند حاجی آقا از تاجران بزرگ شبستر و پدر بزرگش حاجی میرزا بابا حاکم شبستر بود. وی دو برادر بزرگتر از خودش به نام‌های حسن و حسین داشت که به استانبول رفت و آمد داشتند. میرزا علی معجز در شبستر در نزد شخصی به نام آخوند ملا علی با اصول قدیم تحصیل کرده‌است. معجز برای تأسیس یک مدرسه دخترانه با اصول امروزه برای دختران شبستر خیلی تلاش نمود و بالاخره با مساعدتهای رئیس فرهنگ وقت تبریز بنام آقای دکتر محسنی عماد السلطنه، اولین مدرسه دخترانه را در قصبه شبستر ایجاد نمود.
شهرستان شبستر تا عصر قاجاریه جزو املاک قاجاران بوده و بعد از انقراض این سلسله املاک و دارائی شاه جزو املاک دولتی درآمد. تا اینکه در سال ۱۳۱۱ این ناحیه از عرصه دولت درآمده و به مالکین رقبات (ارثی)انتقال داده شده‌است. 

## ویژگی‌های طبیعی
کوه میشو یا (میشو داغ) درگذشته از نظر تنوع گونه‌های زیستی منطقه‌ای ارزشمند به حساب می‌رفت و اکنون با تخریب زیستگاه‌ها و کم شدن شمار جانداران روبرو است.
میشو داغ در اشل اکوسیستم آذربایجان زیستگاهی پیرامونی و پشتوانه‌ای برای بقای بیوتای اندمیک آذربایجان محسوب می‌شود. وجود بیش از ۳۸۵ گونه گیاه شناخته شده و پوشش گیاهی و تنوع گونه‌ای اندمیک مخصوص و منحصر به میشو بیانگر ارزش و اهمیت پوشش گیاهی این منطقه‌است.
منطقه میشو از لحاظ قرار داشتن در میان مناطق حفاظت شده مرکان و منطقه شکار ممنوع یکانات از سمت شمال و شمال غربی و پارک ملی دریاچه ارومیه از سمت جنوب، و داشتن فون جانوری تنوع زیستی (بیوم) ارزشمند دارای اهمیت فراوانی است.
شیخ محمود شبستری، میرزا علی معجز شبستری، مهرداد شبستری، شیخ محمد خیابانی و حاج مهدی کوزه کنانی، شیخ اسماعیل سیسی، بهلول علیجانی، سید عبدالله فاطمی‌نیا، محسن مجتهد شبستری، محمد مجتهد شبستری، محمدتقی زهتابی، ملا عبداللطیف طسوجی، میر مهدی ورزنده، یوسف کلاهی، رحیم رحمان‌زاده، گیتی خامنه، حسن باله بنیسی، میرزا فتحعلی آخوندزاده، احمد طیبی شبستری و... از مشاهیر این منطقه هستند.

## جاذبه‌های تاریخی، مذهبی
- مقبرهٔ شیخ محمود شبستری
- مقبرهٔ امامزاده ابراهیم
- مقبرهٔ امامزاده امامزاده پیر محمود
- مقبرهٔ سید ابن میریعقوب بندر شرفخانه
- مقبرهٔ عاشیق قشم
- درختان 1700ساله چنار خامنه
- موزه هدایای خامنه
- خانه شیخ محمد خیابانی در خامنه
- مقبره شیخ نجم الدین گیلانی در خامنه
- مسجد جامع تسوج
- مسجد جامع شبستر
- مسجد تاریخی میرپنج خامنه
- مسجد یادگار شاه تسوج
- آبشار سرکنددیزج
- کلیسای موجومبار
- کلیسای سهرقه
- کلیسای سهرول
- آبشار عیش آباد
- گنبد نمکی منور
- منطقه توریستی قره کهریز خامنه
- سد امند
- آب انبار قدیمی کوزه کنان
- مدرسه دقیقی شرفخانه
- چشمه آب گرم صوفیان

## تقسیمات کشوری
شهرستان شبستر دارای ۳ بخش، ۸ دهستان و ۱۱ شهر به شرح زیر است:
| بخش    | مرکز بخش | جمعیت بخش ۱۳۹۵ | نام دهستان | مرکز دهستان   | جمعیت دهستان ۱۳۹۵ | شهر       | جمعیت شهر ۱۳۹۵ |
| ------ | -------- | -------------- | ---------- | ------------- | ----------------- | --------- | -------------- |
| مرکزی  | شبستر    | ۷۸٬۹۳۳ نفر     | سیس        | سیس           | ۶٬۷۲۴ نفر         | خامنه     | ۳٬۰۵۶ نفر      |
| مرکزی  | شبستر    | ۷۸٬۹۳۳ نفر     | سیس        | سیس           | ۶٬۷۲۴ نفر         | داریان    | ۴٬۱۳۸ نفر      |
| مرکزی  | شبستر    | ۷۸٬۹۳۳ نفر     | سیس        | سیس           | ۶٬۷۲۴ نفر         | سیس       | ۶٬۱۰۶ نفر      |
| مرکزی  | شبستر    | ۷۸٬۹۳۳ نفر     | گونی شرقی  | بنیس          | ۵٬۵۷۹ نفر         | شبستر     | ۲۲٬۱۸۱ نفر     |
| مرکزی  | شبستر    | ۷۸٬۹۳۳ نفر     | گونی شرقی  | بنیس          | ۵٬۵۷۹ نفر         | شرفخانه   | ۴٬۲۴۴ نفر      |
| مرکزی  | شبستر    | ۷۸٬۹۳۳ نفر     | گونی شرقی  | بنیس          | ۵٬۵۷۹ نفر         | شندآباد   | ۸٬۴۸۹ نفر      |
| مرکزی  | شبستر    | ۷۸٬۹۳۳ نفر     | گونی مرکزی | کوزه کنان     | ۵٬۹۹۸ نفر         | علیشاه    | ۳٬۰۱۰ نفر      |
| مرکزی  | شبستر    | ۷۸٬۹۳۳ نفر     | گونی مرکزی | کوزه کنان     | ۵٬۹۹۸ نفر         | کوزه کنان | ۴٬۷۳۰ نفر      |
| مرکزی  | شبستر    | ۷۸٬۹۳۳ نفر     | گونی مرکزی | کوزه کنان     | ۵٬۹۹۸ نفر         | وایقان    | ۴٬۶۷۸ نفر      |
| صوفیان | صوفیان   | ۳۷٬۶۴۶ نفر     | چله خانه   | چله خانه علیا | ۷٬۸۷۷ نفر         | صوفیان    | ۹٬۹۶۳ نفر      |
| صوفیان | صوفیان   | ۳۷٬۶۴۶ نفر     | رودقات     | امند          | ۱۱٬۱۵۸ نفر        | صوفیان    | ۹٬۹۶۳ نفر      |
| صوفیان | صوفیان   | ۳۷٬۶۴۶ نفر     | میشو جنوبی | نعمت الله     | ۸٬۶۴۸ نفر         | صوفیان    | ۹٬۹۶۳ نفر      |
| تسوج   | تسوج     | ۱۸٬۸۴۲ نفر     | چهرگان     | چهرگان        | ۲٬۹۸۱ نفر         | تسوج      | ۷٬۵۲۲ نفر      |
| تسوج   | تسوج     | ۱۸٬۸۴۲ نفر     | گونی غربی  | تیل           | ۸٬۳۳۹ نفر         | تسوج      | ۷٬۵۲۲ نفر      |